# Maria Angélica (basquetebolista)
Maria Angélica Gonçalves da Silva, mais conhecida como Branca (Osvaldo Cruz, 10 de janeiro de 1966) é uma ex-jogadora de basquetebol brasileira.
Integrou a Seleção Nacional que conquistou a medalha de prata nos Jogos Olímpicos de Atlanta, em 1996.
Atualmente é treinadora de basquetebol em clubes paulistas. Também é gestora de projetos sociais ligados ao esporte e trabalha como assessora de gabinete e gerente de projetos na Prefeitura Municipal de Piracicaba.
É irmã da também jogadora de basquete Magic Paula.

## A Atleta

### Carreira
Filha caçula de uma família de quatro irmãs, começou a jogar basquete em Jundiaí em 1976, no Cica/Divino, com as irmãs Paula e Dudé.
Quatro anos depois, foi para o Unimep/Piracicaba e, aos 16 anos, em 1982, estava na Seleção adulta.
Foi eleita a melhor jogadora juvenil de 1983.
Em 1983, participou da conquista da medalha de bronze nos Jogos Pan-Americanos de Caracas e, em 1987, foi medalhista de prata nos Jogos Pan-Americanos de Indianápolis.
Em 1984, foi jogar na Minercal/Sorocaba, equipe rival de sua irmã, onde jogou até 1990.
Ficou fora da Seleção por mais de quinze anos por conflitos políticos. Foi aos Jogos Olímpicos de Atlanta, em 1996, conquistando a medalha de prata. Depois dos Jogos Olímpicos, foi para Campinas e Recife, onde encerrou sua carreira.
Formada em Educação Física, tornou-se técnica de equipes femininas em Piracicaba e Americana.

### Principais resultados
Pela Seleção
- Jogos Olímpicos: Medalha de Prata em Atlanta (EUA - 1996) - 16pts/8 jogos
- Torneio Pré-Olímpico: 10º lugar (Malásia e Singapura - 1988) - 33pts/5 jogos
- Campeonato Mundial: 5º lugar (Brasil - 1983) - não jogou - 4º lugar (Alemanha - 1998) - 5pts/5 jogos
- Copa América – Pré-Mundial: vice-campeã (Brasil - 1989) - 29pts/7 jogos - campeã (Brasil - 1997[2][6]) - 2pts/2 jogos
- Jogos Pan-Americanos: medalha de bronze em Caracas (Venezuela - 1983) - medalha de prata em Indianápolis (EUA - 1987) - 20pts/4 jogos
- Campeonato Sul-Americano: campeã (Chile – 1989[2]) - 33pts/5 jogos - campeã (Chile – 1997) - 56pts/6 jogos

Pelos clubes
- Taça Brasil: campeã (1985, 1987 e 1988)
- Campeonato Paulista: heptacampeã
- Jogos Regionais: Tricampeã (por Piracicaba - 2005, 2006 e 2007)[2]
- Divisão Livre dos Jogos Abertos do Interior: Campeã (São Bernardo - 2006[2])